# Berck
Berck är en kommun i departementet Pas-de-Calais i regionen Hauts-de-France i norra Frankrike. Kommunen ligger i kantonen Berck som tillhör arrondissementet Montreuil. År 2022 hade Berck 12 967 invånare.

## Befolkningsutveckling
Antalet invånare i kommunen Berck
| Referens: INSEE |